# Progebiophilus bruscai
Progebiophilus bruscai är en kräftdjursart som beskrevs av Salazar-Vallejo och Leija-Tristan 1989. Progebiophilus bruscai ingår i släktet Progebiophilus och familjen Bopyridae. Inga underarter finns listade i Catalogue of Life.